# Legiunea (film)
Legiunea  (engleză: Legion) este un film de groază apocaliptic supranatural american din 2010. Este regizat de Scott Stewart și co-scris de Stewart și Peter Schink. În film joacă actorii Paul Bettany, Lucas Black, Tirese Gibson, Adrianne Palicki, Kate Walsh și Dennis Quaid. Compania Sony Pictures Worldwide Acquisitions a achiziționat cea mai mare parte a drepturilor de distribuție ale acestui film la nivel mondial, iar grupul a programat premiera cinematografica a acestui  film în America de Nord la 22 ianuarie 2010 prin intermediul Screen Gems.
Un serial de televiziune denumit Dominion, care are loc la 25 de ani după evenimentele de la sfârșitul filmului, a avut premiera pe rețeaua americană de televiziune prin cablu Syfy la 19 iunie 2014.

## Prezentare
Arhanghelul Mihail (Paul Bettany) cade pe Pământ în Los Angeles și își taie aripile. Fură o mașină de poliție după ce un polițist este ucis de un alt ofițer care este posedat. Călătorește spre restaurantul Paradise, aproape de marginea deșertului Mojave. Între timp, Kyle (Tyrese Gibson), un tată singur care conduce spre Los Angeles, se oprește la restaurant. Îl întâlnește pe proprietar, Bob Hanson (Dennis Quaid); fiul lui Bob, Jeep (Lucas Black); Percy (Charles S. Dutton), proaspăt angajat ca bucătar; Charlie (Adrianne Palicki), o chelneriță însărcinată; Howard (Jon Tenney) și Sandra (Kate Walsh) Anderson, un cuplu căsătorit; și Audrey (Willa Holland), fiica lor adolescentă rebelă. O bătrână (Jeanette Miller) intră în restaurant și începe să-i tachineze pe patronii acestuia. Atunci când Howard o înfruntă, ea îi rupe gâtul, țipă că toți vor muri și merge pe tavan. Kyle o împușcă înainte să-l omoare pe Jeep. Percy, Kyle, Sandra, Audrey și Charlie încearcă să-l ducă pe Howard la spital, dar sunt obligați să se întoarcă după ce au trecut printr-un roi de muște.
Mihail sosește și înarmează patronii, pe măsură ce întregul cer devine negru. Sute de mașini se apropie, pline de oameni posedați care încep să atace restaurantul. Mihail conduce oamenii în luptă, dar Howard este târât afară. Mai târziu, Mihail explică faptul că Dumnezeu și- a pierdut credința în omenire și și-a trimis îngerii să distrugă rasa umană. De asemenea, el dezvăluie că fiul lui Charlie trebuie să rămână în viață, deoarece este destinat să fie salvatorul omenirii; Mihail nu a respectat ordinul lui Dumnezeu de a ucide copilul lui Charlie, deoarece încă mai are încredere în umanitate. În dimineața următoare, Sandra descoperă că Howard a fost răstignit în spatele restaurantului și este plin de bube mari. Încearcă să-l salveze, dar el explodează violent împroșcând peste tot cu acid. Percy moare protejând-o pe Sandra de explozie. Sandra o ia razna și trebuie să fie imobilizată. Între timp, ceilalți supraviețuitori aud o transmisie radio care dezvăluie că există și alte puncte de rezistență. Un astfel de refugiu se află în apropiere, dar Mihail îi sfătuiește să nu meargă, deoarece ar fi prea vulnerabili în mișcare.
Noaptea vine și începe un al doilea atac al posedaților. Kyle este atrasă într-o capcană și ucisă. Audrey și Mihail îl ajută pe Charlie să  ducă bebelușul în timp ce se aude sunetul trâmbițelor, ceea ce înseamnă că arhanghelul Gabriel (Kevin Durand) este în apropiere. În panica creată, Sandra își rupe legăturile și încearcă să dea copilului posedaților, dar Mihail o omoară. Câteva momente mai târziu, Gabriel intră în restaurant și îl rănește serios pe Bob. Mihail îndeamnă grupul să fugă și îi spune lui Jeep să "găsească profeții, să învețe să citească instrucțiunile". Hoardele oamenilor posedați nu reușesc să se apropie de copilul lui Charlie; Jeep, Audrey, Charlie și copilul merg la vehiculul lui Mihail. Gabriel și Mihail încep să se lupte.  Gabriel îl ucide pe Mihail în piept cu arma sa. Mihail moare și corpul său dispare. În timp ce moare, Bob aruncă în aer restaurantul, dând foc și posedaților.
Corpul lui Jeep este acoperit de aceleași desene misterioase văzute pe corpul lui Mihail; Jeep concluzionează că tatuajele sunt instrucțiunile lui. Gabriel apare și zboară spre mașina care fuge. Audrey sare pe el și îi strigă lui Jeep să calce frâna, trimițându-l pe Gabriel prin parbrizul din față când mașina se prăbușește și asta le dă timp lui Jeep și Charlie pentru a scăpa, dar Audrey moare în acest timp. În cele din urmă, Gabriel îi prinde în munții din apropiere și urmează să-i omoare când Mihail coboară din cer, ca arhanghel din nou. Mihail îi spune lui Gabriel că Gabriel i-a dat lui Dumnezeu ceea ce i-a cerut, dar Mihail a făcut ceea ce Dumnezeu avea nevoie, dându-i umanității o altă șansă; Mihail spune că acesta a fost  planul lui Dumnezeu de a-și testa îngerii și că Gabriel a eșuat. Refuzul lui Mihail de a renunța la umanitate, până la punctul în care a fost gata să-și dăruiască viața oamenilor, l-a convins pe Dumnezeu să-și schimbe intențiile și să dea omenirii o a doua șansă. Nemulțumit, Gabriel pleacă. Mihail îi explică lui Jeep că el este protectorul adevărat al copilului și că îl vor mai vedea pe Mihail înainte de a pleca. Charlie și Jeep ajung în vârful muntelui și văd un mic oraș în valea de dedesubt. Câteva zile mai târziu, Charlie, Jeep și copilul merg  cu un vehicul plin de arme. 

## Distribuție
- Paul Bettany ca Mihail, un arhanghel căzut și lider al supraviețuitorilor umani.
- Dennis Quaid ca Bob Hanson, proprietarul ateu al restaurantului.
- Lucas Black ca Jeep Hanson, fiul lui Bob, care lucrează ca mecanic. E îndragostit de Charlie.
- Adrianne Palicki ca Charlie, o chelneriță gravidă, al cărei copil este salvatorul omenirii.
- Tyrese Gibson ca Kyle Williams, un bărbat divorțat care se îndreaptă spre L.A. pentru a se lupta pentru custodia fiului său.
- Charles S. Dutton în rolul lui Percy Walker, bucătarul religios al restaurantului. A pierdut o mână ca soldat.
- Jon Tenney ca Howard Anderson, soțul Sandrei și tatăl lui Audrey.
- Kate Walsh ca Sandra Anderson, soția lui Howard și mama lui Audrey.
- Willa Holland ca Audrey Anderson, fiica Sandrei și a lui Howard.
- Kevin Durand ca Gabriel , șeful armatei îngerilor trimiși împotriva umanității.
- Doug Jones este un om posedat care vinde înghețată și care atacă restaurantul.
- Jeanette Miller ca Gladys, bătrâna posedată, care a atacat prima oară pe cineva.

## Producție
Filmările principale au avut loc în New Mexico în primăvara anului 2008.  Cheltuielile de producție s-au ridicat la 26 milioane $.

## Lansare

### Box office
Filmul a fost lansat  la 22 ianuarie 2010  în 2.476 de cinematografe și a obținut 6.686.233$ -  cu o medie de 2.700 de dolari pe cinematograf.   În weekend-ul său de deschidere, a încasat  17.501.625$ - cu o medie de 7.069 de dolari pe cinematograf   și s-a plasat pe locul al doilea în urma filmului Avatar. S-a plasat pe locul 6 în cel de-al doilea weekend și a încasat aproximativ 6.800.000$ - cu o medie de 2.746 de dolari pe cinematograf , cu o scădere cu 61,1% față de weekendul precedent. Filmul a ajuns la suma de 67.918.658 $ în întreaga lume. 

### Reacția criticilor
Filmul a avut recenzii negative din partea criticilor de film. Pe site-ul Rotten Tomatoes filmul are un scor de 19%, bazat pe recenzii de la 101 critici, cu un rating mediu de 3,8 din 10. Consensul general al site-ului este: "În ciuda unei distribuții solide și a fiorurilor intermitente provocate, Legiunea suferă din cauza   ritmul jenant, scenariului confuz și a unui exces de dialoguri."   Pe Metacritic   are un scor de 32% pe baza a 14 recenzii. 
Paul Nicholasi de la Dread Central a dat filmului o stea și jumătate din cinci stele, spunând că: "Produsul finit este șocant de rău[...] Este inutil  să speri la ceva mai mult de la acest film [...]
Brad Miska de la Bloody Disgusting i-a dat o stea din 5 stele, numindu-l "un film puritan cu un anumit potențial. Este plictisitor, are ritm lent și se ia prea în serios". 

### Home media
Legion a fost lansat pe DVD și Blu-ray la 11 mai 2010. 

### Serial TV spin-off
În 2014, Syfy a început să difuzeze serialul de televiziune Dominion, un sequel stabilit la 25 de ani de la sfârșitul filmului. Scott Stewart, scriitorul / regizorul  Legiunii , a fost producător executiv al serialului TV. De asemenea, Stewart a regizat episodul pilot   scris de Vaun Wilmott  și difuzat la  19 iunie 2014. Primul sezon a re 8 episoade.